# Реми, Ален
Ален Реми (фр. Alain Rémy ; 11 ноября 1952, Париж, Франция) — французский дипломат, Чрезвычайный и Полномочный Посол Франции на Украине (2011—2015), посол Франции в Демократической Республике Конго (2015—2018), филолог . Доктор в области международной экономики.

## Биография
Имеет степень филолога по русскому языку, степень магистра прикладной экономики и степень доктора международной экономики. Начал свою трудовую деятельность в 1980 году в центральном аппарате Министерства иностранных дел Франции (управление Европы).
В 1981—1984 годах служил первым секретарём в Посольстве Франции в СССР.
В 1984 – 1987 годах работал в центральном аппарате МИД Франции (экономическо-финансовое управление).
В 1987 – 1989 годах – в отделе международного сотрудничества министерства экономики и финансов Франции, службе международного сотрудничества Казначейства.
В 1989 – 1993 годах – финансовый советник в странах Южно-Азийского региона (с резиденцией в Нью-Дели).
В 1993 – 1997 годах был заместителем директора управления Северной Африки МИД Франции.
В 1997—1999 годах — посланник-советник в Посольстве Франции в Алжире.
В 1999 – 2002 годах – посланник-советник в Посольстве Франции в Российской Федерации.
В 2002 – 2005 годах – заместитель директора управления Северной Африки и Среднего Востока МИД Франции.
В 2005—2009 годах — генеральный консул Франции в Иерусалиме.
В 2010-2011 годах работал в Генеральной Инспекции МИД Франции.
С октября 2011 по 2015 год - Чрезвычайный и Полномочный Посол Франции в Киеве.  С 2015 года является послом Франции в Демократической Республике Конго.